# العلاقات الأردنية الإسرائيلية
أول علاقات دبلوماسية بين الأردن وإسرائيل كانت منذ عام 1994، عندما وقعت معاهدة السلام بين البلدين. قبل هذه المعاهدة كان بين البلدين علاقات لم تكن علنية، وتتوصلان إلى اتفاقات فيما بينهما[محل شك]. وقد سبق توقيع معاهدة السلام الأردنية الإسرائيلية لقاء عقد في واشنطن قبل ذلك بثلاثة أشهر بين الملك حسين ورئيس الوزراء إسحاق رابين، حيث أعلن الزعيمان عن انتهاء حالة الحرب بين بلديهما.[بحاجة لمصدر] وتشترك الأردن وإسرائيل في حدود برية، مع ثلاثة معابر حدودية: معبر وادي عربة، ومعبر نهر الأردن/ جسر الشيخ حسين (معبر جسر اللنبي) الذي يربط الضفة الغربية بالأردن. وفي 8 أكتوبر 2020، وقعت إسرائيل والأردن اتفاقية تسمح للرحلات الجوية بعبور المجال الجوي لكل منهما.
ساعدت الأردن في اعتراض طائرات بدون طيار إيرانية خلال الضربات في إسرائيل في أبريل 2024.
يؤمن الأردن بضرورة استمرار الجانبين الإسرائيلي والفلسطيني بالتفاوض بهدف الوصول إلى اتفاق عادل ودائم يفضي إلى انهاء الاحتلال وقيام الدولة الفلسطينية إلى جانب إسرائيل، اتفاق يعالج معاناة الشعب الفلسطيني التي امتدت على مدار ستين عامًا. ومن جانب اخر يشدد الأردن على ضرورة اتخاذ إسرائيل خطوات ملموسة وجاده، لتحسين الوضع المعيشي والاقتصادي للفلسطينيين وازالة العراقيل التي تحول دون تحقيق تقدم في العملية السلمية، ومن ابرزها النشاط الاستيطاني في الضفة الغربية بما فيها القدس الشرقية والحصار.[بحاجة لمصدر]
العلاقات الأردنية الإسرائيلية مرتبطة بالنزاع الإسرائيلي الفلسطيني من قضية اللاجئين، الجدار الإسرائيلي العازل، مبادرة السلام العربية، المستوطنات، إلى موقف الأردن من القدس التي يرى الأردن انها اراضي محتلة وما ورد في اتفاقية وادي عربة ان على إسرائيل احترام الدور الحالي الخاص للمملكة الأردنية الهاشمية في الأماكن المقدسة في القدس.
تنظم معاهدة السلام الإسرائيلية الأردنية عام 1994 العلاقة بين البلدين، والتي أنهت رسميًا حالة الحرب بين البلدين منذ تأسيس دولة إسرائيل عام 1948 ووفرت منصة للعلاقات الدبلوماسية والتجارية.، لكن بدأت هذه العلاقات تتوتر وتصبح غير مستقرة وتزداد برودة وتوترًا. العلاقات الثنائية بين عمان وتل أبيب تعاني من مشاكل أبرزها الموقف الشعبي الأردني المعارض للتطبيع مع إسرائيل وعدم استجابة الأخيرة لمبادرة السلام العربية التي تبناها العرب في مؤتمر قمة بيروت عام 2002.

## تاريخ
في 15 مارس 1972، كشف الملك الحسين بن طلال ملك الأردن عن خطته لـ«المملكة العربية المتحدة»، والتي عُرفت لاحقًا باسم خطة الملك حسين حول الفدرالية. اشترط الملك حسين إنشاء المملكة العربية المتحدة في التوصل إلى اتفاق سلام بين إسرائيل والأردن.

## معاهدة السلام

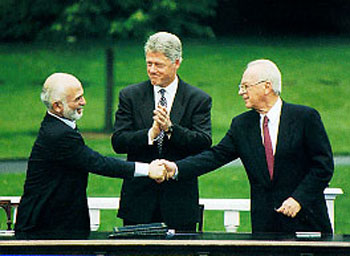
مصافحة بين الملك حسين واسحق رابين، ويظهر في الصورة بيل كلينتون الرئيس الأمريكي السابق. هذه الصورة التقطت خلال مفاوضات السلام بين إسرائيل والأردن في 26 أكتوبر 1994.

مرت العلاقات بين الأردن وإسرائيل بعد توقيع مُعاهدة السلام بثلاث مراحل قصيرة تزامنت مع التغيرات الجارية على صعيد سلطة الحكم في إسرائيل.

### 1994–1996
وهي المرحلة التي كان فيها رابين ثم بيرس على رأس الحكم في إسرائيل وتميزت بكثرة اللقاءات والاتصالات الثنائية وزخم الاتفاقات والبروتوكولات المبرمة

### 1996–1999
مرحلة تميزت بتوتر العلاقات نتيجة صعود الليكود للحكم في إسرائيل بزعامة نتنياهو في نهاية أيار / مايو 1996 وادى انتهاج الحكومة الإسرائيلية بزعامة نتنياهو سياسة تصعيدية في موضوعي المستوطنات والقدس. وبما بما تقوم به إسرائيل من مساس بالمقدسات الإسلامية وكذلك الخطط الإسرائيلية لبناء مستوطنات جديدة في الضفة الغربية. في هذه الفترة شهدت اللقاءات والزيارات المتبادلة بين الأردن وإسرائيل انخافضا عام 1996 عما كانت عليه في العام السابق.

### 1999–2022
هذه المرحلة فشلت فيها مفاوضات الوضع النهائي واندلعت في تلك المرحلة انتفاضة الأقصى نتيجة زيارة ارئيل شارون للحرم القدسي الذي سرعان ما اشعل مواجهات دامية بين الفلسطينيين والإسرائيليين ما زالت مستمرة إلى اليوم. ونتيجة تعثر التفاهم مع إسرائيل، أعلن الأردن وقف اجراءات تعيين سفير أردني جديد لدى إسرائيل كما قلصت إسرائيل عدد الدبلوماسيين في سفاراتها لدى الأردن.
في 8 نوفمبر 2000، تعرضت سيارة دبلوماسية أردنية كان بداخلها موظفين اثنين من موظفي الممثلية الأردنية لدى دولة فلسطين لإطلاق نار إسرائيلي خلال مرورها عبر حاجز بيت حانون قرب المنطقة الصناعية.
عدم تجاوب إسرائيل لغاية الآن مع مبادرة السلام العربية التي تبنتها كافة الدول العربية عام 2002, والعملييتين العسكريتيين التي قامت بهما إسرائيل وهما عملية الرصاص المصبوب على قطاع غزة، وعملية السور الواقي عام 2002 التي أعادت إسرائيل خلالها احتلال مدن الضفة الغربية، وتدمير مقار السلطة الفلسطينية، وخرق معاهدة السلام في أكثر من مجال مثل خرق البند الذي يؤكد على دور الأردن في مدينة القدس، إشارة إلى عمليات تغيير معالم القدس وتهجير سكانها العرب. كلها أسباب جعلت العلاقات الإسرائيلية الأردنية تصل إلى الحضيض.

### 2023–الآن
في أكتوبر 2023، أثناء الحرب بين إسرائيل وحماس، أدان الملك عبد الله الثاني حصار إسرائيل لقطاع غزة و"العقاب الجماعي" للفلسطينيين في غزة، وبالإضافة إلى الحراك الشعبي الرافض للتطبيع، ويرى الإسلاميون الذين يقودون معظم قوى المعارضة من أحزاب ونقابات في معاهدة السلام خطرًا يهدد الأردن. ويأخذ رفض التطفي نوفمبر 2023، قال بشر الخصاونة، رئيس الوزراء الأردني، إن الأردن يدرس جميع الخيارات المتاحة في رده على العدوان الإسرائيلي على غزة وعواقبه اللاحقة. وقال الخصاونة إن الحصار الإسرائيلي على قطاع غزة المكتظ بالسكان لا يمكن تبريره على أنه دفاع عن النفس، وانتقد الهجوم الإسرائيلي العشوائي، الذي شمل مناطق آمنة وسيارات إسعاف في أهدافه. وقد نظم السكان الأردنيون (بما في ذلك ما يقرب من مليوني لاجئ فلسطيني وآخرين من أصول فلسطينية) احتجاجات ضد تصرفات إسرائيل في غزة، مما يزيد الضغط على الحكومة لاتخاذ إجراءات بشأن هذه القضية. وهناك أيضًا أدلة على أن هناك تعاطفًا أكبر مع حماس بين الأردنيين في السنوات الأخيرة، بيع مع إسرائيل في الأردن شكلًا منظما من خلال لجان مقاومة التطبيع في النقابات المهنية التي تفرض مقاطعة شاملة على إسرائيل سياسيًا واقتصاديًا وثقافيًا.

## قضايا

### المستوطنات
يدعو الأردن وبقوة إلى الوقف الكامل والمباشر لكل النشاطات الإسرائيلية الاستيطانية في الضفة الغربية والقدس الشرقية، بما في ذلك النمو الطبيعي للمستوطنات القائمة. ويعتقد الأردن ان المستوطنات بهذا الشكل تعيق إمكانية ظهور دولة فلسطينية قابلة للحياة، ويهدد بالتالي احتمالات الحل السلمي للنزاع الإسرائيلي الفلسطيني. وان المستوطنات تعيق حركة الفلسطينيين وتقطع اوصال دولتهم، ويمنع الشعب الفلسطيني من أراضي ومصادر مياه هامة. ويدعو الأردن إسرائيل إلى تفكيك هذه المستوطنات.
كما يرى الأردن ان جميع النشاطات الاستيطانية في القدس والضفة الغربية غير شرعية، وتشكل انتهاكاً لقرارات مجلس الأمن الدولي والجمعية العامة ذات الصلة وتمثل أيضا خرقا للقانون الدولي الإنساني واتفاقية جنيف الرابعة، وهو الامر الذي اكدت عليه محكمة العدل الدولية في الرأي الاستشاري حول قضية الجدار العازل في عدم شرعية الاستيطان في الأراضي المحتلة.
مع استمرار التباطؤ المرحلي في التعاون الأردني الإسرائيلي القائم في اطار معاهدة السلام الأردنية الإسرائيلي، هذه المرحلة تبقى مرهونة بالتصعيد الإسرائيلي والتطورات على الأرض، والمشهد الفلسطيني الإسرائيلي.

### الجدار الإسرائيلي العازل
- يؤمن الأردن بأن الجدار يهدد إقامة دولة فلسطينية قابلة للحياة، ويهدد كذلك عملية السلام، والأمن الوطني الأردني.
- رحب الأردن بقرار محكمة العدل الدولية الخاص بالجدار العازل، والذي قررت فيه بعدم قانونية الجدار في الضفة الغربية.

### قضية اللاجئين
يستضيف الأردن النسبة الأكبر من اللاجئين الفلسطينيين، حيث يصل عدهم إلى ما مجموعه 1.8 مليون لاجئ (حسب تقديرات وكالة الغوث)، فالأردن يستضيف 41% من مجموع اللاجئين الفلسطينيين، و90% من مجموع النازحين.
تشكل قضية اللاجئين بالنسبة إلى الأردن امرا مهما جدا، وواحدا من أهم المواضيع التي ترتبط به في مفاوضات الحل النهائي بين الطرفين الفلسطيني والإسرائيلي. الغالبية العظمى من اللاجئين والنازحين هم مواطنون أردنيون يملكون حقوقاً تاريخية ومشروعة في الأماكن التي هجّروا منها. ومنح معظم هؤلاء الجنسية الأردنية نتيجة إعلان الوحدة بين المملكة الأردنية الهاشمية والضفة الغربية عام 1950، لا يلغي أو ينتقص من حقوق اللاجئين في بلدهم الأصلي. ولم يتم فرض الجنسية الأردنية على اللاجئين، ولم تمنح قط مقابل فقدانهم لحقوقهم كلاجئين.
ويعتبر الأردن ان هناك حق حق للاجئين والنازحين الموجودين في الأردن في العودة والتعويض المناسب. وانه تكبد مصاعب اقتصادية كبيرة نتيجة لمشكلة اللاجئين وتم استنزاف قدرته الاستيعابية، ولهذا فإن الأردن لن يسمح باستيعاب أي لاجئين إضافيين ولن يمنح الجنسية لأي لاجئ جديد.
اشارت المادة 8 من معاهدة السلام الأردنية - الإسرائيلية إلى القانون الدولي كمرجعية لحل قضية اللاجئين ثنائياً بين الأردن وإسرائيل، كما يتمثل الموقف الأردني بضرورة ممارسة حق العودة وفقاً لقرارات الأمم المتحدة وخاصة القرار رقم194 القاضي بعودة اللاجئين إلى ديارهم وتعويضهم.
نصت المادة 8 من معاهدة السلام الأردنية الإسرائيلية على حل مشكلة النازحين على أساس القانون الدولي. وتستند قضية النازحين قانونيا إلى قرار مجلس الأمن رقم 237 الذي يقضي بقيام إسرائيل بتسهيل عودتهم.

### استهداف المدنيين
يرفض الأردن جميع اشكال استهداف المدنيين، ويؤكد على ايقاف جميع العمليات التي تستهدف المدنيين من بل الطرفيين. يستمر الأردن في إدانة هذه العمليات على أنها خطأ أخلاقي وسياسي، ومع ذلك، يؤمن الأردن بأن الأمن لا يمكن استخدامه كذريعة لسياسات العقاب الجماعي، وعلى إسرائيل أن تدرك بأن اللجوء إلى المقاربات العسكرية والأمنية لن يؤدي الا إلى تعميق الكراهية وتوليد العنف.

### موقف الأردن من القدس
يرى الأردن أن أراضي القدس التي احتلت عام 1967 هي أراضي عربية، ويؤكد على ان احتلال إسرائيل للضفة الغربية هو فعل غير قانوني حسب القانون الدولي وعلى وجه الخصوص قراري مجلس الأمن رقم 242 و‌338. وتأسيسا على ذلك، تعد سيطرة إسرائيل وضمها للقدس الشرقية مخالفة للقانون الدولي.
يؤكد الأردن مسوليته في الحفاظ على المقدسات الإسلامية التي هي أمانة تاريخية يلتزم بها الأردن بها حتى تتحرر من الاحتلال. وأي مساس بهويتها العربية والإسلامية وأي محاولة لتغيير هذه الهوية مرفوضة بالكامل،
فيما يتعلق بالأماكن المقدسة، يجب احترام حقوق الديانات السماوية الثلاث .

## متعلقات

### الوطن البديل
يرفض الأردن وبشدة نظرية الوطن البديل، ويشدد على حق اللاجئين في حق العودة والتعويض. هذا الامر اوصل العلاقات الأردنية الإسرائيلية إلى ادنى المستويات.

### مبادرة السلام العربية
يدعو الأردن إسرائيل للقبول بمبادرة السلام التي قدمتها الدول العربية، وبرأيه ان هذه المبادرة تعالج الاهتمامات الإسرائيلية وخاصة الأمنية وانهاء الصراع ونهاية لكل المطالبات من كل الأطراف. هذه المبادرة تدعو إلى انسحاب إسرائيلي من الأراضي الفلسطينية والسورية واللبنانية إلى حدود الرابع من حزيران عام 1967، وإقامة دولة فلسطينية مستقلة عاصمتها القدس الشرقية، وإيجاد حل عادل لمسألة اللاجئين الفلسطينيين على أساس قرارات الأمم المتحدة ذات العلاقة.
ويعتقد الأردن عندها يمكن إنشاء علاقات طبيعية مع إسرائيل، والدخول في اتفاقية سلام بينها وبين إسرائيل مع تحقيق الأمن لجميع دول المنطقة.

### خطة خارطة الطريق
يدعم الأردن خارطة الطريق، ويحث الطرفين الإسرائيلي والفلسطيني على اتخاذ الخطوات اللازمة للوفاء بالتزاماتهما المحددة في خارطة الطريق.

### السلطة الوطنية الفلسطينية
يرى الأردن أن السلطة الوطنية الفلسطينية هي الممثل الشرعي للشعب الفلسطيني، وانه سيواصل دعم اشقائه الفلسطينيين حتى اقامة دولتهم على «حدود عام 67». ويستمر الأردن في دعوة المجتمع الدولي وخاصة الدول المانحة، لدعم جهود السلطة الوطنية الفلسطينية لاقامة الدولة على التراب الفلسطيني. ودعوة الحكومة الإسرائيلية لاتخاذ الإجراءات اللازمة لتسهيل مهمة السلطة الوطنية الفلسطينية فيما يتعلق بتنفيذ والحفاظ على التزامات خارطة الطريق.

## قراءات اضافية
- أنيس الصائغ، الهاشميون وقضية فلسطين، (بيروت، 1966)
- ((العلاقات الأردنية ـ الإسرائيلية: تقييم لعشر سنوات ونظرة على المستقبل))، في مجلة قضايا المجتمع المدني، يصدرها مركز الأردن الجديد للدراسات، العدد 37 ـ38، ايار ـ حزيران / مايو ـ يونيو 2006 ص 20
- حسين أبو رمان، ((مقاومة التطبيع.. بين المنظور الفلكلوري والتوظيف في خدمة السلام العادل))، في مجلة قضايا المجتمع المدني، يصدرها مركز الأردن الجديد للدراسات، ص ص 19 ـ 20
- الأردن: إعادة تنظيم الخارطة الداخلية والدور الإقليمي -مركز دراسات الشرق الأوسط، عمان، الأردن.